# Maubeuge
Maubeuge város és község, azaz alapfokú közigazgatási egység Franciaországban, Nord megyében. Lakosainak száma 28 879 fő (2022. január 1.). Maubeuge Mairieux, Assevent, Élesmes, Feignies, Gognies-Chaussée, Louvroil, Neuf-Mesnil és Rousies községekkel határos.

## Története
Maubeuge városa Franciaország létrejötte óta az ország északi kapujának számított, és a háborúk során sokszor került ostrom alá. Kora középkori előzmények után Vauban hatalmas erődrendszert épített ki a város köré. Az erődítmény számos alkalommal került ostrom alá, így 1793-ban, 1814-ben, 1815-ben és 1914-ben is.

### Maubeuge erődrendszere

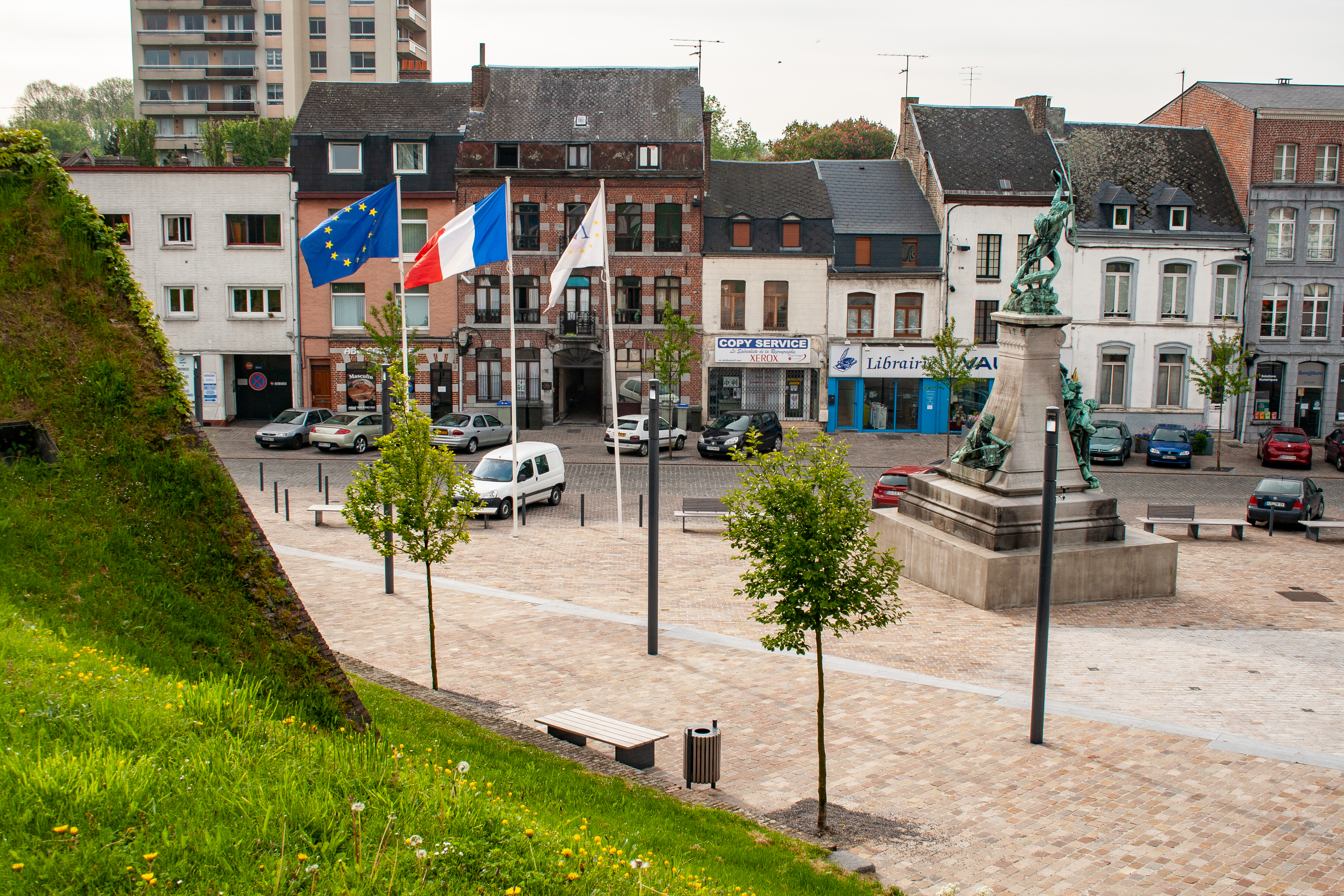
A város részlete az erőd faláról
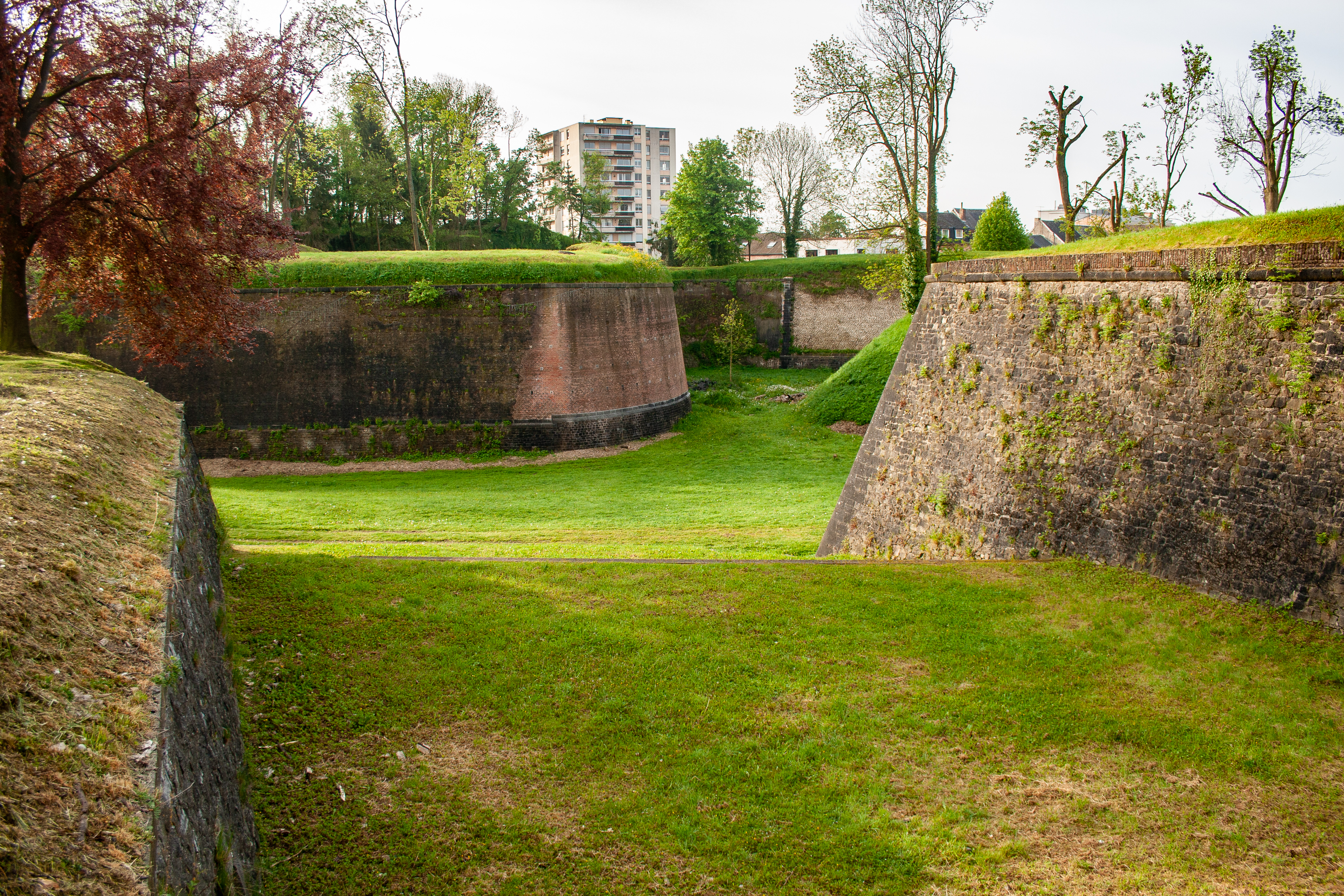
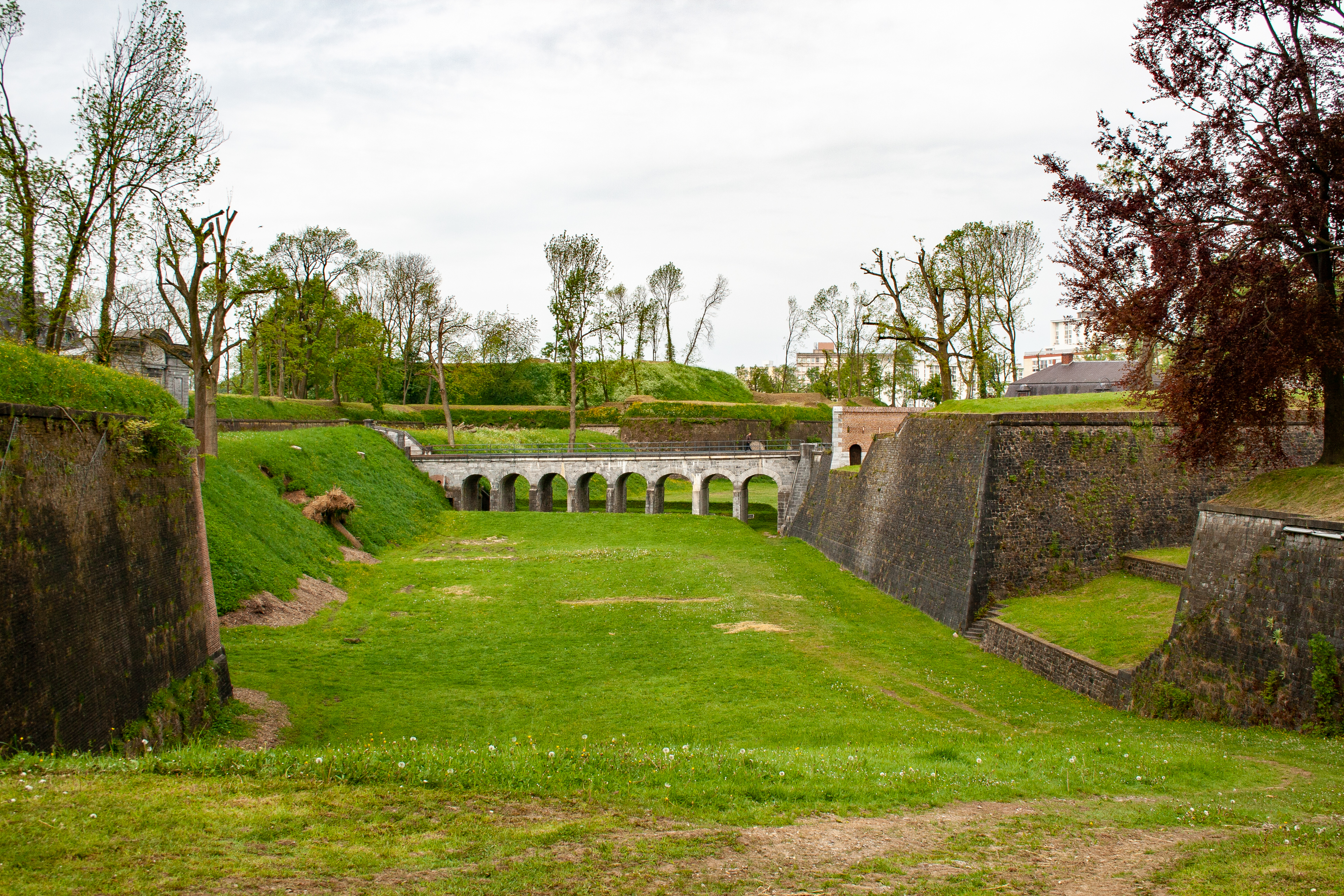
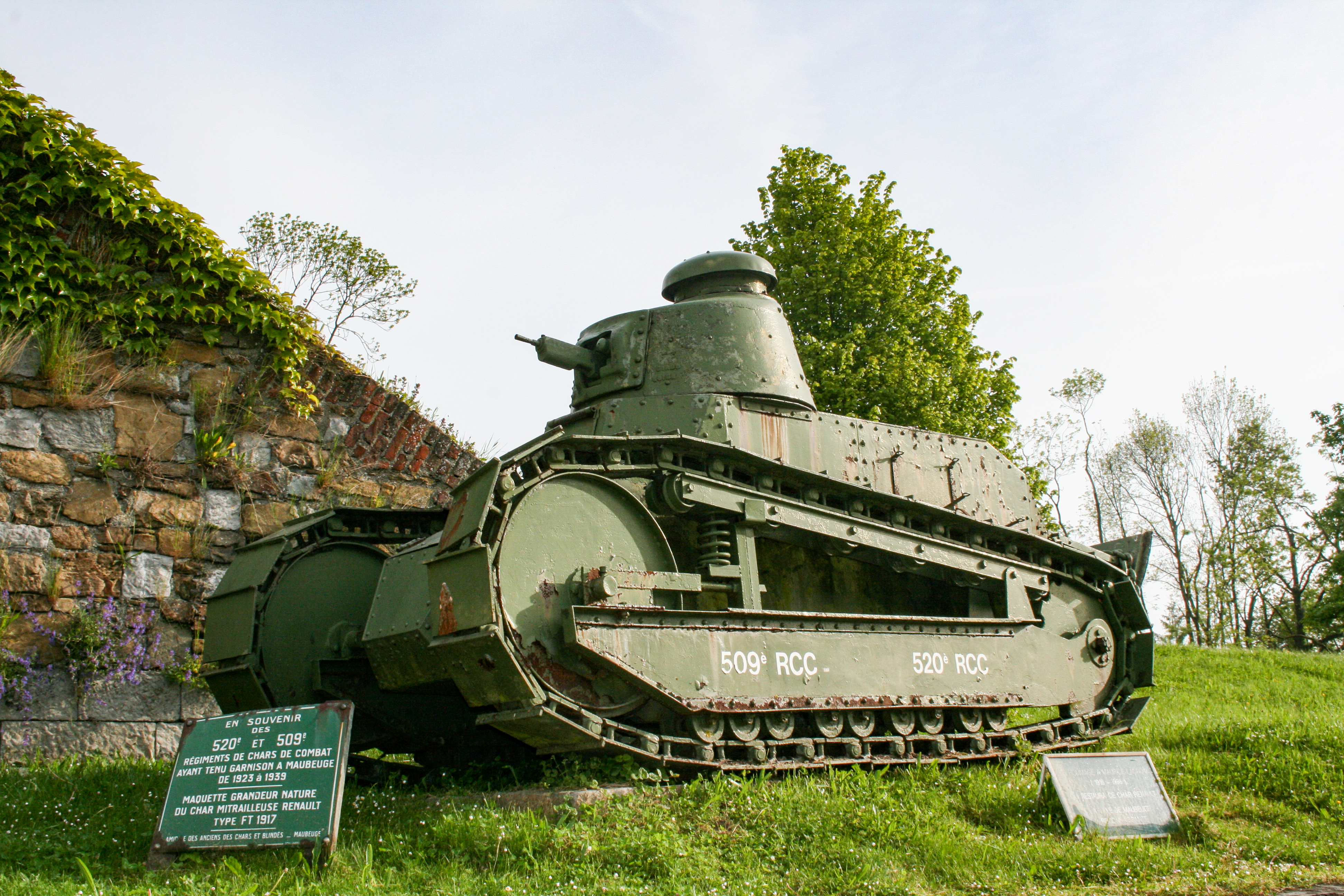
Első világháborús Renault tank az erődben

## Népesség
A település népességének változása:
| Lakosok száma | 30 567 | 30 100 | 29 995 | 29 944 | 29 632 | 29 589 | 29 625 | 29 066 | 28 879 |
|               | 2013   | 2015   | 2016   | 2017   | 2018   | 2019   | 2020   | 2021   | 2022   |